# Premiul Bram Stoker pentru cea mai bună colecție de povestiri
Premiul Bram Stoker pentru cea mai bună colecție de povestiri (Bram Stoker Award for Best Fiction Collection) este un premiu anual acordat de Horror Writers Association (HWA) pentru cel mai bună colecție de povestiri de fantezie întunecată și literatură de groază.

## Câștigători și nominalizări
Următoarea este o listă de câștigători și nominalizări ale premiului Bram Stoker pentru cea mai bună colecție de povestiri.
- 1987: The Essential Ellison de Harlan Ellison
  - Midnight Pleasures de Robert Bloch
  - Scared Stiff de Ramsey Campbell
  - Why Not You and I? de Karl Edward Wagner
  - All About Strange Monsters of The Recent Past de Howard Waldrop
- 1988: Charles Beaumont: Selected Stories de Charles Beaumont
  - The Toynbee Convector de Ray Bradbury
  - Blood and Water and Other Tales de Patrick McGrath
  - The Blood Kiss de Dennis Etchison
  - Angry Candy de Harlan Ellison
  - Scare Tactics de John Farris
- 1989: Richard Matheson: Collected Stories de Richard Matheson
  - Blue World de Robert R. McCammon
  - By Bizarre Hands de Joe R. Lansdale
  - Patterns de Pat Cadigan
  - Soft and Others de F. Paul Wilson
- 1990: Four Past Midnight de Stephen King
  - Houses Without Doors de Peter Straub
  - Prayers To Broken Stones de Dan Simmons
  - The Brains of Rats de Michael Blumlein
- 1991: Prayers to Broken Stones de Dan Simmons
  - Waking Nightmares de Ramsey Campbell
  - Sex Punks & Savage Sagas de Richard Stuphin
  - Naken Flesh of Feeling de J.N. Williamson
- 1992: Mr. Fox and Other Feral Tales de Norman Partridge
  - Nightmare Flower de Elizabeth Engstrom
  - Fantastic Tales de I.U. Tarchetti, Mercury House Neglected Literary Classics, ISBN: 1-56279-020-X
- 1993: Alone With The Horrors de Ramsey Campbell
  - Close to the Bone de Lucy Taylor
  - A Good and Secret Place de Richard Laymon
  - Lovedeath de Dan Simmons
  - Nightmares & Dreamscapes de Stephen King
- 1994: The Early Fears de Robert Bloch
  - Writer of the Purple Rage de Joe R. Lansdale
  - The Flesh Artist de Lucy Taylor
  - Born Bad de Andrew Vachss
- 1995: The Panic Hand de Jonathan Carroll
  - Cages de Ed Gorman
  - The Black Carousel de Charles L. Grant
  - Strange Highways de Dean Koontz
- 1996: The Nightmare Factory de Thomas Ligotti
  - The Convulsion Factory de Brian Hodge
  - Shadow Dreams de Elizabeth Massie
  - With Wounds Still Wet de Wayne Allen Sallee
  - The Pavilion of Frozen Women de S.P. Somtow
- 1997: Exorcisms and Ecstasies de Karl Edward Wagner, ed. Stephen Jones
  - Things Left Behind de Gary A. Braunbeck
  - The Throne of Bones de Brian McNaughton
  - Painted in Blood de Lucy Taylor
- 1998: Black Butterflies de John Shirley
  - Leavings de P.D. Cacek
  - Smoke and Mirrors de Neil Gaiman
  - The Cleft and Other Odd Tales de Gahan Wilson
- 1999: The Nightmare Chronicles de Douglas Clegg
  - Death Drives a Semi de Edo van Belkom
  - Hearts in Atlantis de Stephen King
  - Deep into that Darkness Peering de Tom Piccirilli
- 2000: Magic Terror de Peter Straub
  - Up, Out of Cities That Blow Hot and Cold de Charlee Jacob
  - Wind Over Heaven and Other Dark Tales de Bruce Holland Rogers
  - City Fishing de Steve Rasnic Tem
- 2001: The Man with the Barbed-Wire Fists de Norman Partridge
  - The Dark Fantastic de Ed Gorman
  - As the Sun Goes Down de Tim Lebbon
  - The Whisperer and Other Voices de Brian Lumley
- 2002: One More for the Road de Ray Bradbury
  - Nations of the Living, Nations of the Dead de Mort Castle
  - Knucles and Tales de Nancy A. Collins
  - Everything's Eventual de Stephen King
  - The Collection de Bentley Little
- 2003: Peaceable Kingdom de Jack Ketchum
  - Graveyard People: The Collected Cedar Hill Stories Vol 1 de Gary A. Braunbeck
  - Told by the Dead de Ramsey Campbell
  - Bibliomancy de Elizabeth Hand
  - Fangs and Angel Wings de Karen E. Taylor
- 2004: Fearful Symmetries de Thomas F. Monteleone
  - 100 Jolts: Shockingly Short Stories de Michael Arnzen
  - The Machinery of Night de Douglas Clegg
  - Demonized de Christopher Fowler
  - Fears Unnamed de Tim Lebbon
- 2005: 20th Century Ghosts de Joe Hill
  - Magic for Beginners de Kelly Link
  - Looking for Jake de China Miéville
  - Haunted de Chuck Palahniuk
- 2006: Destinations Unknown de Gary A. Braunbeck
  - American Morons de Glen Hirshberg
  - The Commandments de Angeline Hawkes
  - The Empire of Ice Cream de Jeffrey Ford
  - Basic Black: Tales of Appropriate Fear de Terry Dowling
- 2007: (tie)
  - Proverbs for Monsters de Michael A. Arnzen
  - 5 Stories de Peter Straub
    - The Imago Sequence de Laird Barron
    - Old Devil Moon de Christopher Fowler
    - Defining Moments de David Niall Wilson
- 2008: Just After Sunset de Stephen King
  - The Number 121 to Pennsylvania de Kealan Patrick Burke
  - Mama's Boy and Other Dark Tales de Fran Friel
  - Mr. Gaunt and Other Uneasy Encounters de John Langan
  - Gleefully Macabre Tales de Jeff Strand
- 2009: A Taste of Tenderloin de Gene O'Neill
  - Martyrs and Monsters de Robert Dunbar
  - Got to Kill Them All and Other Stories de Dennis Etchison
  - In the Closet, Under the Bed de Lee Thomas
- 2010: Full Dark, No Stars de Stephen King
  - Occultation de Laird Barron
  - Blood and Gristle de Michael Louis Calvillo
  - The Ones that Got Away de Stephen Graham Jones
  - A Host of Shadows de Harry Shannon
- 2011: The Corn Maiden and Other Nightmares de Joyce Carol Oates
  - Voices: Tales of Horror de Lawrence C. Connolly
  - Red Gloves de Christopher Fowler
  - Two Worlds and In Between: The Best of Caitlin R. Kiernan (Volume One) de Caitlin R. Kiernan
  - Monsters of L.A. de Lisa Morton
  - Multiplex Fandango de Weston Ochse
- 2012: New Moon on the Water de Mort Castle (tie)
- 2012: Black Dahlia and White Rose: Stories de Joyce Carol Oates (tie)
  - Woman Who Married a Cloud: Collected Stories de Jonathan Carroll
  - Errantry: Strange Stories de Elizabeth Hand
  - The Janus Tree de Glen Hirshberg
- 2013: The Beautiful Thing That Awaits Us All and Other Stories de Laird Barron[3]
  - North American Lake Monsters: Stories de Nathan Ballingrud
  - The Tears of Isis de James Dorr
  - The Ape’s Wife and Other Stories de Caitlin R. Kiernan
  - Dance of the Blue Lady de Gene O’Neill
  - Bible Stories for Secular Humanists de S. P. Somtow
- 2014: Soft Apocalypses de Lucy A. Snyder
  - After the People Lights Have Gone Off de Stephen Graham Jones
  - The End in All Beginnings de John F. D. Taff
  - Gifts for the One Who Comes After de Helen Marshall
  - Little by Little de John R. Little
- 2015: While the Black Stars Burn de Lucy A. Snyder
  - Halfway Down the Stairs de Gary A. Braunbeck
  - The Mirrors de Nicole Cushing
  - The Dark at the End of the Tunnel de Taylor Grant
  - The Hitchhiking Effect de Gene O'Neill